# جزایر فرسان
جزایر فراسان (عربی: جزر فرسان) گروه کوچکی از جزایر مرجانی در حدود ۴۰ کیلومتری ساحل جیزان در دریای سرخ، متعلق به عربستان سعودی هستند.

## طبیعت
پناهگاه دریایی جزیره فرسان یک منطقه حفاظت‌شده‌است. این جزیره محل زندگی غزال عربی و در زمستان پرندگان مهاجر از اروپا است. حیوانات اقیانوسی شامل سفره‌ماهی دیو، کوسه‌نهنگ، و چند گونه لاک‌پشت دریایی در معرض خطر و به‌ویژه لاک‌پشت سبز دریایی، لاک‌پشت پوزه‌عقابی و فیل دریایی و چند گونه دلفین و نهنگ است.

## اقتصاد
پس از اینکه یک مهندس فرانسوی در سال ۱۹۱۲ نشت نفت در جزایر را بررسی کرد، امتیازی ۷۵ ساله به میادین نفتی دریای سرخ اعطا شد. در آن زمان، جزایر فرسان یک صنعت ماهی‌گیری کوچک داشت.
| داده‌های اقلیم جزایر فرسان                                                            | داده‌های اقلیم جزایر فرسان | داده‌های اقلیم جزایر فرسان | داده‌های اقلیم جزایر فرسان | داده‌های اقلیم جزایر فرسان | داده‌های اقلیم جزایر فرسان | داده‌های اقلیم جزایر فرسان | داده‌های اقلیم جزایر فرسان | داده‌های اقلیم جزایر فرسان | داده‌های اقلیم جزایر فرسان | داده‌های اقلیم جزایر فرسان | داده‌های اقلیم جزایر فرسان | داده‌های اقلیم جزایر فرسان | داده‌های اقلیم جزایر فرسان |
| ماه                                                                                  | ژانویه                    | فوریه                     | مارس                      | آوریل                     | مه                        | ژوئن                      | ژوئیه                     | اوت                       | سپتامبر                   | اکتبر                     | نوامبر                    | دسامبر                    | سال                       |
| ------------------------------------------------------------------------------------ | ------------------------- | ------------------------- | ------------------------- | ------------------------- | ------------------------- | ------------------------- | ------------------------- | ------------------------- | ------------------------- | ------------------------- | ------------------------- | ------------------------- | ------------------------- |
| میانگین بیش‌ترین °C (°F)                                                              | ۳۰ (۸۶)                   | ۳۱ (۸۸)                   | ۳۳ (۹۱)                   | ۳۵ (۹۵)                   | ۳۷ (۹۹)                   | ۳۹ (۱۰۲)                  | ۳۹ (۱۰۲)                  | ۳۹ (۱۰۲)                  | ۳۸ (۱۰۰)                  | ۳۶ (۹۷)                   | ۳۴ (۹۳)                   | ۳۱ (۸۸)                   | ۳۵٫۲ (۹۵٫۳)               |
| میانگین روزانه °C (°F)                                                               | ۲۵٫۵ (۷۸)                 | ۲۶٫۵ (۸۰)                 | ۲۸ (۸۲)                   | ۳۰ (۸۶)                   | ۳۲ (۹۰)                   | ۳۴ (۹۳)                   | ۳۴٫۵ (۹۴)                 | ۳۴ (۹۳)                   | ۳۳ (۹۱)                   | ۳۰٫۵ (۸۷)                 | ۲۸٫۵ (۸۳)                 | ۲۶٫۵ (۸۰)                 | ۳۰٫۲۵ (۸۶٫۴)              |
| میانگین کم‌ترین °C (°F)                                                               | ۲۱ (۷۰)                   | ۲۲ (۷۲)                   | ۲۳ (۷۳)                   | ۲۵ (۷۷)                   | ۲۷ (۸۱)                   | ۲۹ (۸۴)                   | ۳۰ (۸۶)                   | ۲۹ (۸۴)                   | ۲۸ (۸۲)                   | ۲۵ (۷۷)                   | ۲۳ (۷۳)                   | ۲۲ (۷۲)                   | ۲۵٫۳ (۷۷٫۶)               |
| منبع: https://www.weather2travel.com/climate-guides/saudi-arabia/farasan-islands.php |                           |                           |                           |                           |                           |                           |                           |                           |                           |                           |                           |                           |                           |